# 喬瓦尼·皮科·德拉·米蘭多拉

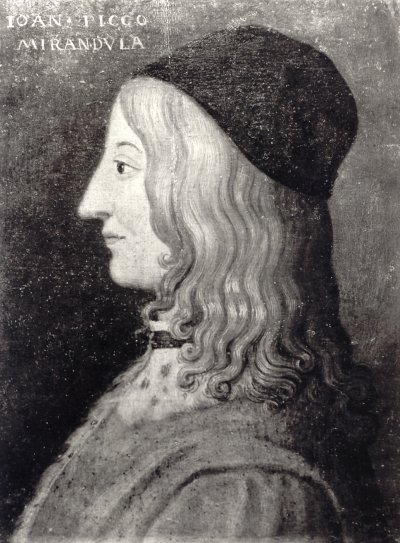
米兰多拉，佚名，烏菲茲美術館

喬瓦尼·皮科，米蘭多拉領主及康科迪亞伯爵（Giovanni Pico dei conti della Mirandola e della Concordia，1463年2月24日—1494年11月17日），通稱喬瓦尼·皮科·德拉·米蘭多拉，義大利文藝復興時期哲學家。其著作《論人的尊嚴》被稱為「文藝復興時代的宣言」。此外，该哲学家还因其在1486年大胆地提出反驳宗教、哲学、自然哲学和魔法的900论题而名声大噪，那时他仅23岁。

## 家世
若望出生于临近意大利摩德纳的小城米兰多拉，他是吉安弗朗切斯科一世最小的儿子，后被封为米兰多拉領主和康科迪亚伯爵(1415–1467)，其妻子茱莉亚也是出生贵族。可以说皮科有着高贵的出生和优良的成长环境，这些对他的一生起到了重要的作用。
米兰多拉的皮科家族长久居住于摩德纳公国的米兰多拉城堡。该城堡于14世纪开始独立，并且在1414年从神圣罗马帝国皇帝的西吉斯蒙德那里获得了康科迪亚这块封地。米兰多拉最早是一个位于意大利小城费拉拉附近艾米拉地区的小型自治区。皮科与古老的意大利斯福尔扎、贡扎加家族和埃斯特家族有着千丝万缕的联系。他的兄弟姐妹也纷纷科西嘉岛、费拉拉、博洛尼亚和弗利统治家族的子孙进行联姻。
若望在父母结婚二十三年时出生。他有两个哥哥：哥哥加莱奥特一世伯爵（1442-1499）一直统治着该王朝；而另一个哥哥安东尼奥（1444-1501）则成为了神圣罗马帝国军队的将军。皮科家族曾长久地以保有世袭公爵爵位，直到1708年而终止。那一年其家族所在的作为法国君主路易十四同盟国的米兰多拉被神聖罗马帝国皇帝约瑟夫一世占领，随后在摩德纳公爵的指令下并入摩德纳。至此到1747年，延续多年的父系制度最终得以废止。
意大利文艺复兴时期，皮科母亲所在家族在艺术和学术方面取得了杰出的成就。他的表弟，马泰奥·马里亚·博亚尔多就是一位诗人。其成长过程深受他的叔叔-佛罗伦萨卓越的艺术家兼诗人学者蒂托·瓦斯帕萨诺·斯特罗奇的影响。

## 教育背景
凭借着超人的记忆力，皮科自小就习得了拉丁语和希腊语。他的母亲希望儿子日后进入教廷从事神职工作，因此在皮科十岁的时候即被任命为罗马教廷的首席书记官。1477年，他还只身前往意大利城市博洛尼亚学习教会法。
在母亲突然离世的三年后，皮科放弃了教会法的学习，转而前往费拉拉大学学习哲学。在去费拉拉的路途中，皮科遇见了宫廷诗人波利齐亚诺和年轻的道明会修士吉罗拉莫，从此结下了深厚的友谊，在他生命的大部分岁月里，皮科始终保持着与他们的密切的关系。除了以上两位外，吉羅拉莫·薩佛納羅拉-这位苦行僧式的禁欲者和极端的反人文主义者也是皮科的挚友。
1480年到1482年，皮科来到了帕多瓦大学-这所意大利承袭亚里士多德主义的哲学中心继续完成学业。在已精通拉丁语和希腊语的基础上，他又学习了希伯来语，并且同帕多瓦的犹太裔阿维洛伊学者伊利亚·德·梅迪哥一道学习阿拉伯语，一起研读阿拉姆语手稿。德·梅迪哥为了方便皮科的研究而将大量犹太学者的希伯来手稿翻译成了拉丁语，从而使得皮科可以拥有足够的研究资料。此外，皮科还用拉丁语和意大利语创作了众多十四行诗，但后来由于深受萨沃纳罗拉的影响，皮科在其晚年时竟亲手毁灭了这些珍贵的作品。离开帕多瓦大学之后的四年里，皮科亦或是宅居故里，亦或是游历于意大利的各人文主义中心。1485，他来到巴黎大学。该大学正是欧洲重要的经院哲学和神学研究中心，同时也是阿维洛依主义哲学的研究重镇。或许正是在巴黎，皮科开始了其著名的900论题的创作，并且开始酝酿在公共论辩中捍卫这些论题的真谛。

## 在佛罗伦萨的日子
在佛罗伦萨的日子里，发生了两件对皮科的人生起了至关重要的事情。第一件事情即是，在1484年11月皮科回到佛罗伦萨修养那段时间里，他遇见了洛伦佐·德·美第奇和马尔西利奥·费奇诺。他们相识的那一天正是占星术所宣扬的黄道吉日，也即是费奇诺在洛伦佐的大力支持下，公开出版了他从希腊语原本翻译成柏拉图拉丁文文本的特别日子。皮科深受这两人的赏识，甚至得到了费奇诺的敬重。尽管他们各自的哲学观点存在差异，但这并不能阻碍他们建立真挚的友谊。皮科是个幸运儿，似乎自来到这个世上就受到神的眷顾。在1492年他离开人世之前的这大半岁月里，洛伦佐一直给予其大力的支持的保护。可以说若没有洛伦佐如此慷慨的帮助，皮科的人生道路将不会这么长久，洛伦佐给予了他长达十年的生命。
在佛罗伦萨安定下来之后，皮科踏上了去罗马的路途，意欲在那里出版他的900论题并筹划在全欧洲学者的共同参与的讨论会上公开对此辩论。期间在阿雷佐停留的日子里，皮科卷入了与洛伦佐一个表弟的妻子的绯闻漩涡中。该事件几乎让皮科付出了生命的代价。他本打算与该女子私奔，但却被抓，遭到其丈夫的暴打并锒铛入狱了，最后还是在洛伦佐的干预调解下才得以释放。这个插曲充分体现了了皮科的胆大和血气，但也正是由于其所表现的对爱情的忠贞和和执着，我们仍旧对其表示同情和赞赏。
皮科为了养伤，在临近佛拉塔的小城佩鲁贾停留了几个月。正是在这段时间里，皮科给费奇诺写下了如下的话：“蒙神圣之主之恩，我被赐予了如下的珍宝：以斯德拉书（圣经经外典的最初二书之一），琐罗亚斯德、东方三博士，麦琪的神谕，这些都集中体现了伽斯底人的哲学智慧，但遗憾的是其中所寓意的各种神秘色彩”也正是在佩鲁贾，皮科开始接触神秘的希伯来典籍卡巴拉，他深深地沉醉其中，正如古代晚期赫密斯文集（赫耳墨斯·特里斯墨吉斯忒斯）所带给他的震撼感一样。在皮科生活的那个年代，卡巴拉和赫墨斯被奉为圣约一样的古老典籍，因此皮科给予他们与圣经同等的地位。皮科意欲完整地回溯该文的所有主题并且从多方面考察其内容，以获取其最真实的义理。在他看来，混合主义即是从多角度看待同一个问题，例如改造古老的经院哲学方法以赋予其强大的时代精神。
正如老师马尔西利奥·费奇诺一样，皮科的观点主要承袭了柏拉图，但是他仍然对亚里士多德怀有敬重之情。尽管皮科是“人文主义研究”的继承人，但他走的确是折衷主义的道路， 甚至在某方面他是反对纯粹人文主义的夸大理论的。1485年在写给埃尔莫劳·巴尔巴罗的那封著名的长篇书信中，皮科坚持认为中世纪和伊斯兰世界关于亚里士多德的研究评论（如伊本·鲁世德，阿维森纳所做的那样)中，他所坚信的理论是最好最完善的。试图调和柏拉图和亚里士多德的学说也是他的目的所在，因为在他看来这两人的学说看似相去甚远，实际上只不过是用不同的方式表达同一种概念罢了。或许正是由于这个原因，皮科的朋友称他为“概念的调和者”，“和谐王子)与此相似的，皮科因此认为受过良好教育的有教养之人理应学习塔木德经、希伯来经典和赫密斯文集，应为这些都是解读上帝的旧约经典，只是用了不同的语词表达罢了。
在完成论人的尊严之时，900论题的创作伴随着开始，这之后他游行至罗马继续他的计划来为900论题辩护，并在1486年12月公之于众，并且还打算承担那些自愿来罗马参加公开辩论的各方学者的往来费用。
1487年2月，教皇诺森八世中止了皮科的900论题辩论，并且建立了一个专门委员会去统一梳理一个关于宗教论题的正统教义。尽管皮科对他们的职责进行了反驳，担其中的13个论题还是遭到了非难。于是皮科写信对其论题进行撤销，但并未打算放弃对它们合理性的论证，于是写了"申辩"继续捍卫对此论题的辩驳。此时教皇已默许皮科手稿的发布，但却他设立了咨询委员会法庭，强迫皮科否认"申辩"的观点和他的持有的观点。
然而，罗马教皇给皮科的这些论题冠以非正统的异端之名，宣称它们是“部分是异端，部分是邪说之果；一些是对前人观点的冒犯和流言蜚语；其中大部分仅仅只是重演了异教哲学家的错误，其他的则激起了犹太教的无礼之举；其中的一些人则打着自然哲学的幌子，视艺术为天主教信仰和整个人类的大敌” 但是皮科的一位批评者确坚持认为“卡巴拉”只是一位坚决反基督耶稣的不虔诚作家的名字而已。
1488年，皮科逃离至法国。在那里，他被萨伏依公爵菲利波二世逮捕。在罗马教廷领袖法号时令下，关押囚禁。在通过洛伦佐·德·美第奇的带领意大利王子们的代祷下，法国国王查理八世 释放了他。此后教皇竭力劝说皮科搬至佛罗伦萨以此可以收到洛伦佐的庇护。但是他却一直受到教皇无端的责难和限制，直到1493年亚历山大六世（罗德里戈·博尔吉亚)成为教皇以后，这种局面才有所改观。
皮科本人深受这次经历的打击。他竭力与萨符纳罗拉协调，此后两人一直保持着亲密的友谊关系。正式在皮科的劝说下，洛伦佐邀请萨符纳罗拉前往佛罗伦萨。一直以来，皮科从未宣称他的融贯论学说特点。
此时他居住在洛伦佐为他安排的一个靠近菲耶索莱的小村庄里，在那里他写出并出版了《Heptaplus id estde Dei creatoris opere》（1489）和《De Ente et Uno》 (1491)。也正是在这里他写出了自己最著名的作品《反对占星术的辩论》，但这本书直到他去世后才公开发表。正是在这本书里，皮科对当时盛行的占星术进行了尖锐的批判和讽刺。
1492年洛伦佐·德·美第奇去世后，皮科搬到了费拉拉居住，但他会偶尔去游历佛罗伦萨。在佛罗伦萨，政治氛围因为萨沃罗拉事件的影响而日渐紧张，反对文艺复兴扩张的舆论日益强烈，并且导致人们对梅蒂奇家族通知的不满。（最终该家族被驱逐出了弗洛伦萨），文艺复兴时期那些优秀的著作和绘画也由此遭到了大规模的破坏。然而皮科却成为了萨沃罗拉的更随者。为了实现其成为修士的愿望，他毅然决定放弃早先对古埃及及相关文化的研究，摧毁了其所有的诗歌作品并且放弃了所有的财产。
1494年，皮科和他的亲密伙伴安吉洛·波利齐亚诺被秘密囚禁。 有传言说由于皮科与萨符纳罗拉交往过密由此遭到了秘书的陷害。他埋葬在圣马可，萨符纳罗拉在他的葬礼上做了演讲词。费奇诺这样写道：“我们伟大的皮科让我们拥有查理八世主政佛罗伦萨在位时所享有的荣光，文人感悟流下的泪水足以冲刷人们的喜悦。如若没有法国国王普照我们的阳光，我们可能感受不到没有米兰多拉更的逝去更晦暗的日子了。”
2007年，人们把波利齐亚诺和皮克·德拉·米兰多拉的尸体从坐落于佛罗伦萨的圣马可大教堂挖掘出来，在Giorgio Gruppion带领下的科学家和来自博洛尼亚的人类学教授讲使用现有的检测技术来研究人的生命和探测两人死亡的原因。同时这份调查报告也将制作成电视纪录片的形式。最近一份法医尸检报告宣称波利齐亚诺和皮科很可能是死于砷中毒，而下毒者很大可能即是在洛伦佐的继承者皮埃尔·德·梅蒂奇的授权下实施的。

## 作品
在那本著名的《论人的尊严》这本书里，皮科力图在一种新柏拉图的话语框架里来阐释人类对知识的追求。
这本书即是对皮科《900论题》的前瞻性介绍，并且被认为是对所有知识的发现提供一种完全和充足的积淀，为人类存在的超越提供一种范例。900论题是对人文主义融贯论学说的最佳诠释，因为这里皮科调和了柏拉图主义、新柏拉图主义、亚里士多德主义、赫尔墨斯和卡巴拉等众多观点。他们一共收录了72个论题，以此详细地描述了完整的物理学体系。
米兰多拉的De animae immortalitate (巴黎，1541)和其他一些作品阐释了一个这种观点，即拥有永恒灵魂的人类从那些等级的分层停滞那里就得到了释放。皮科相信Pico存在着宇宙中的普遍调和力的存在，因为这900论题之一即是“留存于有限时间流中的罪恶并不是永恒的而是而只是暂时的罪恶表现。”：“这是在8月4日被英诺森八世公认的异端邪说。” 在这篇演说钟，他写道：“人类的工作时神秘莫测的，它需要经历一系列阶段步骤，经过一些列必要的道德阶段上升：对知识的追求、知识的探索和达到最终的完满以达到与现实的绝对同一。该范式是普遍适用的，因为它可适用每一个传统。”
皮科去世后，“反占星术之论”在博洛尼亚出版。在这本书里，皮科提出了对统治长达几个世纪之久以至影响至今的占星术的反驳。该书的出版史受到圣奥古斯丁反占星论的影响，此外提倡把自学（一种自我教育）设为哲学课程的中世纪哲学著作《哈义·本·叶格赞》的影响。皮科对占星术的反抗似乎是来源于占星术本身与基督教的自由意志观念的冲突。皮科反驳超越了自称为占星师的费奇诺的反驳。该书手稿在皮科死后由其外甥，一位萨沃罗拉的狂热追随者进行编辑整理，并得到了反复多次的更正。由此我们可以解释费奇诺在该书出版极力拥护该手稿并热情支持的原因。
在7个圣经的意义上，皮科的Heptaplus显示了7个神秘的创造，并且提出了自己的观点即不同的宗教和传统思想实际都描述了同一个上帝。“De ente et uno”关于摩西、柏拉图和亚里士多德的多个不同版本的解释。
他用意大利语模仿写出了柏拉图的“对话集”似的作品。他的那本书信集(Aureae ad familiares epistolae，巴黎，1499)对于现代思想的发展产生了重要影响。他的所有作品在16世纪大量编辑出版足以证明了这种巨大的影响力
皮克另一本众人皆知的作品即是De omnibus rebus et de quibusdam aliis，“在所有现存的东西或是有一些为大众所了解的一部分出现于托马斯·莫尔的乌托邦”，并且映射了卢克莱修的《物性论》。

## 文学衍生

Opera omnia， 1601

- 在詹姆斯·乔伊斯的《尤利西斯》里，早熟的斯蒂芬·迪达勒斯不屑地回忆起年少时的野心，并以此与皮科的人生紧密地联系在了一起:“如果你消逝于成堆的图书里，请记住你写在绿色的椭圆形叶子上的顿悟，深深地，深深地...把他们复制下来传递...正如皮科所做的那样。”[18]

- 未成年人的兴趣在于H.P.洛夫克拉夫特撰写的关于皮科的指引，在那本查尔斯·德克斯特病区事例这本书里(1927)，皮科被看做是某种被召唤的邪恶实体的来源。然而，这种魔咒最早被买描述为(一种简单分离的模式而非复杂的]]，并集中反映在尼利厄斯海因里希·冯·阿格里帕耐迪贤和隐匿性哲学的三本书里。这些其实是在皮科死后的几十年里才写出，是魔咒的第一范例，因此皮科不太可能是"魔咒"的始作俑者。

- 弗洛伊德的一个叛逆弟子，精神分析学家奥托·兰克选择皮科的论人的尊严作为他的那艺术和艺术家的格言:创作冲动和人格发展，包括:“...我创造了你作为一个既不天体，也不尘世......因而我们需要自主的意识....”[19]

- 艾柯的小说福柯的钟摆里，主人公卡邦索宣称犹太人是枢密院圣殿骑士之谜这个观点是由于皮科的拼写错误造成的，即混淆了"Israelites"和"Ismaelites"。

- 欧文·斯通关于米开朗基罗的小说痛苦与狂喜第三部第三部分里，把皮科描述为佛罗伦萨的洛伦佐·德·梅蒂奇所创学术圈里的一员。且他是一个通晓22种语言、深深地挚爱哲学且人格完美，没有敌人的这样一个形象。

- 社会科学哲学家勒内·吉达尔在他的那本Deschoses cachées depuis la fondation du monde(世界消逝后的隐匿万物)里，用一种很轻蔑的语气写道：“如果置于一种很适宜的环境下观察，人们会指责我们把皮科玩弄地描述为一个多才多艺，但却经受不住诱惑而遭到抵制的人。”(p.141，1987)

- 在罗伯特的小说2666里，哲学教授奥斯卡·阿玛尔菲塔诺列出了关于皮科·德拉·米兰多拉的三列条目：毗邻皮科，阿玛尔菲塔诺写了霍布斯，在它下面则是胡塞尔(p. 207， 2008).

- 弗雷德里克·勒努瓦的小说"L'Oracle dellaLuna"(2006)里，皮科·德拉·米兰多拉形成了主要教学指引之一，这是通过主角乔瓦尼从他的主要精神大师那里获得。那一年是1530年，他主要提到了一下几点:
  - 在21章的街结尾处，圣人-一个虚构的角色-说道他与皮科·德拉·米兰多拉进行了私人会面，并且与教皇就900论题讨论了皮科的反驳论点（指出只有其中的7条被否认）和哲学家的命运。圣人的话语这样表明，费奇诺和皮科·米兰多拉意图寻求普遍化的知识，以冲破语言学家和宗教学的障碍所造成的偏见；
  - 第24章讨论了路德的自由意志观，圣人希望了解熟悉乔瓦尼与米兰多拉在这个问题上的观点并且让他读到“论人的尊严”；乔瓦尼对该书的25章有很大兴趣;
  - 在本章的26节开头，圣人和乔瓦尼一起读了论人的尊严，并一起探讨了书中的两个问题。其中之一就是皮科·德拉·米兰多拉试图形成统一的且普遍的哲学和所遇到的困境。另一篇即是米兰多拉的自由意志概念。乔瓦尼用心学习了这本书里关于乔瓦尼了解到神解决人，并告诉他，他已经让他既不是天堂，也不是地上的动物，人是自己命运的控制者。这篇文章由此也被引用于小说中。

- 英国作曲家加文·拜耶尔在他的那本音乐作品里充分利用了皮科·德拉·米兰多拉的文集；特别是在像恒盛山，为四重唱/混声合唱，INCIPIT维塔新星，中音及弦乐三重奏作品的演奏中有重要的影响。

## 延伸阅读
- Ben-Zaken, Avner, "Defying Authority, Rejecting Predestination and Conquering Nature", in Reading Hayy Ibn-Yaqzan: A Cross-Cultural History of Autodidacticism (Johns Hopkins University Press, 2011), pp. 65–100. ISBN 978-0801897399.
- Borchardt, Frank L. "The Magus as Renaissance Man." Sixteenth Century Journal (1990): 57–76. doi:10.2307/2541132.
- Busi, G., "'Who does not wonder at this Chameleon?' The Kabbalistic Library of Giovanni Pico della Mirandola", in "Hebrew to Latin, Latin to Hebrew. The Mirroring of Two Cultures in the Age of Humanism. Colloquium held at the Warburg Institute. London, October 18–19, 2004", Edited by G. Busi, Berlin-Torino: Nino Aragno Editore, 2006: 167–196.
- Busi, G. with S. M. Bondoni and S. Campanini (eds.), The Great Parchment: Flavius Mithridates' Latin Translation, the Hebrew Text, and an English Version, The Kabbalistic Library of Giovanni Pico della Mirandola – 1. Torino: Nino Aragno Editore, 2004.
- Danielle Layne; David D. Butorac. . De Gruyter. 6 February 2017  [2021-08-11]. ISBN 978-3-11-047162-5. （原始内容存档于2021-08-11）.
- Campanini, S. The Book of Bahir. Flavius Mithridates' Latin Translation, the Hebrew Text, and an English Version, with a Foreword by G. Busi, The Kabbalistic Library of Giovanni Pico della Mirandola – 2. Torino: Nino Aragno Editore, 2005.
- Campanini, Saverio. "Talmud, Philosophy, Kabbalah: A Passage from Pico della Mirandola's Apologia and its Source." In The Words of a Wise Man's Mouth are Gracious. Festschrift for Günter Stemberger on the Occasion of His 65th Birthday, edited by M. Perani, 429–447. Berlin & New York: W. De Gruyter Verlag, 2005.
- Cassirer, Ernst, Paul Oskar Kristeller, and John Herman Randall, Jr. The Renaissance Philosophy of Man. Chicago: The University of Chicago Press, 1948.
- Coenhaver, Brian P. . Belknap Press, Harvard. 2020.
- Corazzol, Giacomo (ed.), Menahem Recanati, Commentary on the Daily Prayers. The Kabbalistic Library of Giovanni Pico della Mirandola – 3. 2 volumes. Torino: Nino Aragno Editore, 2008.
- Dougherty, M. V., ed. Pico della Mirandola. New Essays. Cambridge: Cambridge University Press, 2008.
- Dulles, Avery, Princeps Concordiae:  Pico della Mirandola and the Scholastic Tradition—The Harvard Phi Beta Kappa Prize Essay for 1940, Cambridge, MA, 1941.
- Farmer, S. A. Syncretism in the West: Pico's 900 Theses (1486): The Evolution of Traditional Religious and Philosophical Systems. Temple, AZ: Medieval & Renaissance Texts & Studies, 1998. (Contains the Latin text of the 900 theses, an English translation, and detailed commentary.)
- Gilbhard, Thomas. "Paralipomena pichiana: a propos einer Pico–Bibliographie". In Accademia. Revue de la Société Marsile Ficin VII (2005): 81–94.
- Hanegraaff, Wouter. . Cambridge: Cambridge University Press. 2012. ISBN 9780521196215.
- Heiser, James D., Prisci Theologi and the Hermetic Reformation in the Fifteenth Century, Malone, TX: Repristination Press, 2011. ISBN 978-1-4610-9382-4.
- Kristeller, Paul Oskar. Eight Philosophers of the Italian Renaissance. Stanford, CA: Stanford University Press, 1964.
- Jurgan, Susanne, Campanini, Saverio, The Gate of Heaven. Flavius Mithridates' Latin Translation, the Hebrew Text, and an English Version. Edited with Introduction and Notes by S. Jurgan and S. Campanini with a Text on Pico by Giulio Busi, in The Kabbalistic Library of Giovanni Pico della Mirandola 5, Nino Aragno Editore, Torino 2012. ISBN 978-8884195449
- Pater, Walter. "Pico Della Mirandola." In The Renaissance: Studies in Art and Poetry, 24–40. New York: The Modern Library, 1871.
- Quaquarelli, Leonardo, and Zita Zanardi. Pichiana. Bibliografia delle edizioni e degli studi. Firenze: Olschki, 2005 (Studi pichiani 10).
- Robb, Nesca A., Neoplatonism of the Italian Renaissance, New York: Octagon Books, Inc., 1968.
- Martigli, Carlo A., "999 L'Ultimo Custode", Italia: Castelvecchi, 2009.
- Giovanni Pico della Mirandola, "Apologia. L'autodifesa di Pico di fronte al Tribunale dell'Inquisizione", a cura di Paolo Edoardo Fornaciari, Firenze, Sismel – Edizioni del Galluzzo, 2010 (it:Società internazionale per lo studio del Medioevo latino)